# کریس آرنس
کریس آرنس (انگلیسی: Chris Ahrens؛ زادهٔ ۲۴ ژوئیه ۱۹۷۶) قایقران روئینگ اهل ایالات متحده آمریکا بود.
وی در مسابقات کشوری و بین‌المللی در مجموع برندهٔ ۵ مدال طلا شده‌است.